# Montmartre

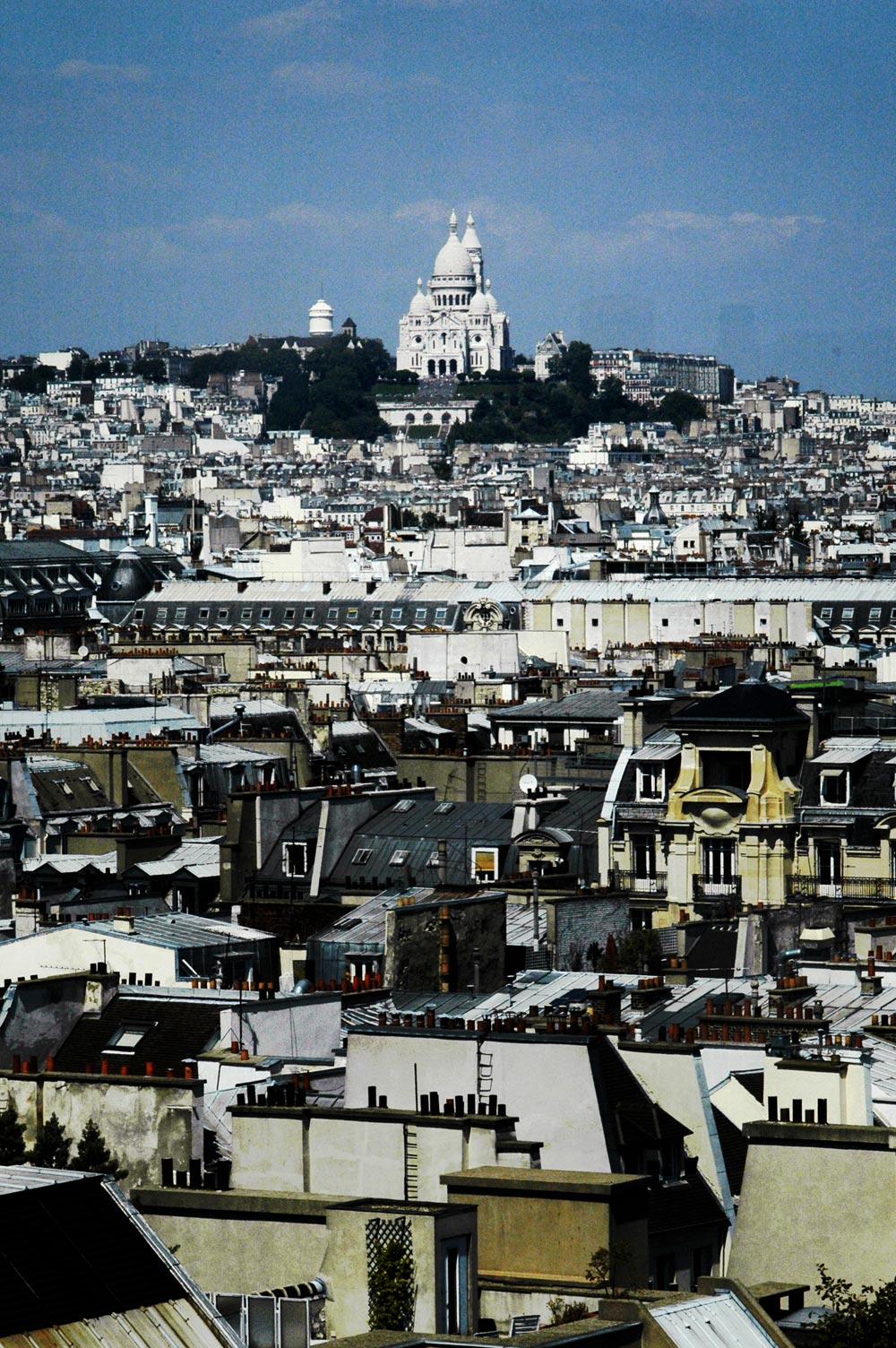
Montmartre med basilikan Sacré-Cœur.

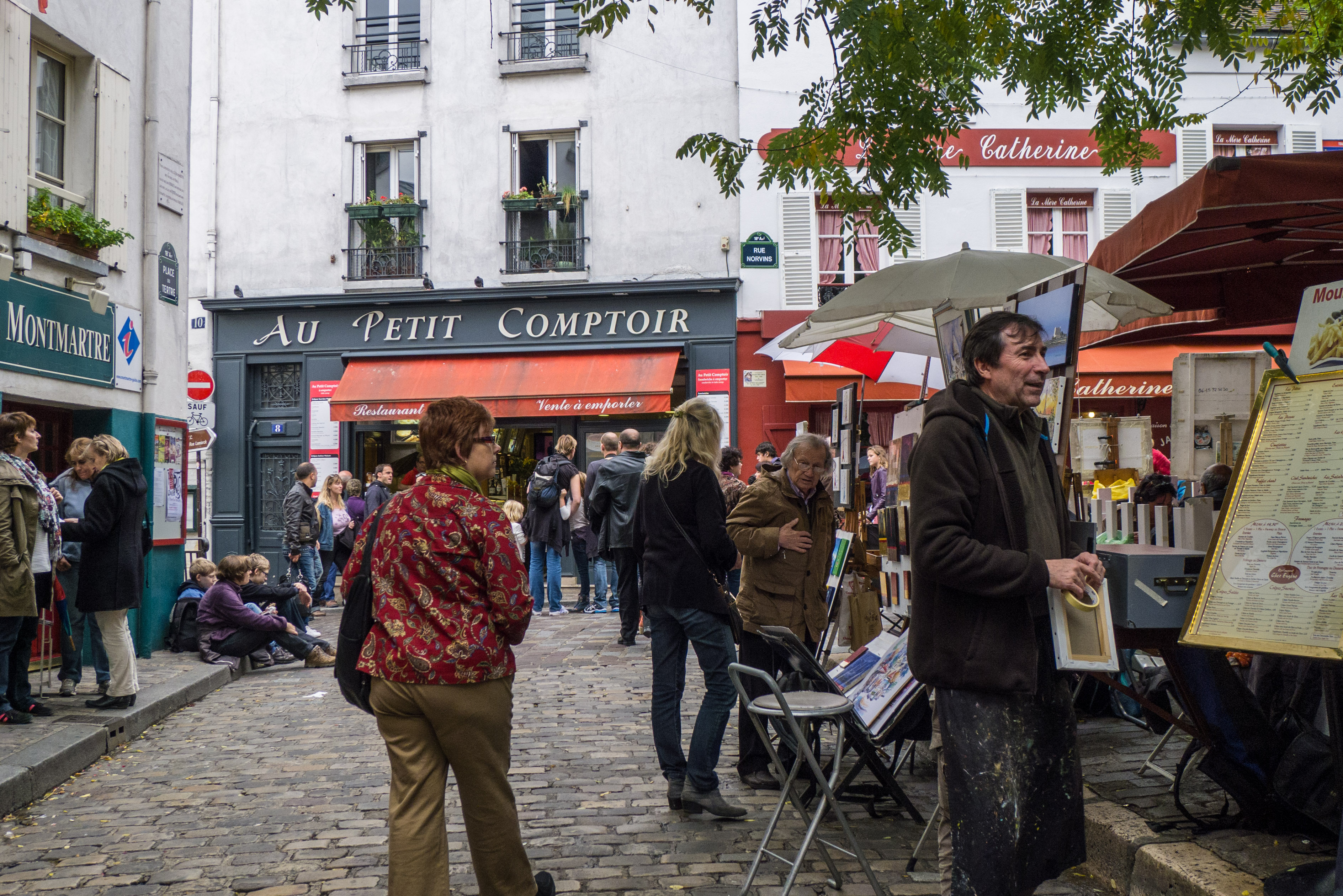
Place du Tertre, nära Sacré-Cœur.

Montmartre är en stadsdel i 18:e arrondissementet i norra Paris. Stadsdelen är belägen på en 129 meter hög kulle som heter Butte Montmartre. Namnet "Montmartre" kommer av Mont des Martyrs, "Martyrernas berg".
Montmartre har trånga, branta gator och är tätbefolkad.
Förutom Sacré-Cœur märks bland Montmartres berömda platser nattklubbarna Moulin Rouge, Lapin Agile och konstnärstorget Place du Tertre.
Idag är södra Montmartre, nära Pigalle, ett av Paris sexkvarter, andra delar som toppen av kullen är mycket populära bland turister medan det finns lugnare områden i andra kvarter, bland annat i närheten av Place des Abbesses och i närheten av Montmartrekyrkogården. Stadsdelen är också känd för sin bergbana, Montmartres bergbana, byggd år 1900.

## Historia
År 262 halshöggs här sankt Dionysius och ärkediakonen Eleutherius.
På platsen uppfördes senare ett benediktinkloster. På klostrets plats uppfördes 1875–1891 basilikan Sacré-Cœur, vars klocktorn stod färdigt 1912. 1860 införlivades Montmartre med staden Paris.

## Montmartre och konsten
Under slutet av 1800-talet blev stadsdelen ett omtalat tillhåll för konstnärer. En krets av franska målare och tecknare från 1800-talets sista tid har blivit kallad Montmartreskolan, ganska oegentligt, då man knappast kan säga, att de bildat någon skola. De förnämsta av dessa konstnärer är Jules Chéret, Jean-Louis Forain, Théophile Steinlen, Adolphe Léon Willette, Henri de Toulouse-Lautrec och Charles Léandre. Bland andra kända konstnärer som verkat i stadsdelen märks bland andra Salvador Dalí, Claude Monet och Pablo Picasso.